# Mnasó
Mnasó (grec antic: Μνάσων, llatí: Mnason) fou un tirà d'Elatea, a la Fòcida, deixeble d'Aristòtil i interessat per la pintura.
Coneixem aquest personatge per diverses anècdotes d'autors antics. Plini el Vell explica que va pagar mil mines per una pintura d'Aristides de Tebes que representava una de les batalles d'Alexandre contra els Perses, a raó de deu mines per cada una de les cent figures de la pintura. El mateix autor també explica que per una pintura dels dotze déus del pintor Asclepiodor va pagar tres mil sis-centes mines, a raó de tres-centes mines per déu. D'altra banda, Ateneu de Nàucratis dona la notícia que Mnasó posseïa cent esclaus, i per aquest motiu els seus conciutadans focis l'avorrien, atès que havia privat molts de ciutadans dels seus mitjans de vida. Finalment, Claudi Elià el situa present en la primera discussió entre Plató i Aristòtil.